# Cobanus extensus
Cobanus extensus är en spindelart som först beskrevs av Peckham, Peckham 1896.  Cobanus extensus ingår i släktet Cobanus och familjen hoppspindlar. Inga underarter finns listade i Catalogue of Life.